# Ягала (річка)
Ягала (ест. Jägala jõgi, рос. Яговаль) — річка в Естонії, у Ярвамаа, Гар'юмаа повітах. Впадає в Балтійське море.

## Опис
Довжина річки 97 км, найкоротша відстань від витоку до гирла — 52,52 км, коефіцієнт звивистості — 1,85. Площа басейну водозбору 1570 км².

## Розташування
Бере початок біля села Агула волості Ярва повіту Ярвамаа. Спочатку тече переважно на південний захід через Оеті, після села Аллік'ярве повертає на північний захід і тече через Воосе, Пікву, Ягалу. Біля Манніви впадає у Балтійське море.
Притоки: Амбла, Тарвасйигі, Янийигі, Мустйигі (праві); Круойя (ліва).

## Цікаві факти
- На правому березі річки у Вfргамае розташований музей естонського письменника Антона Хансен Таммсааре.
- У селі Ягала на річці створено заповідний район.